# Wc-bril

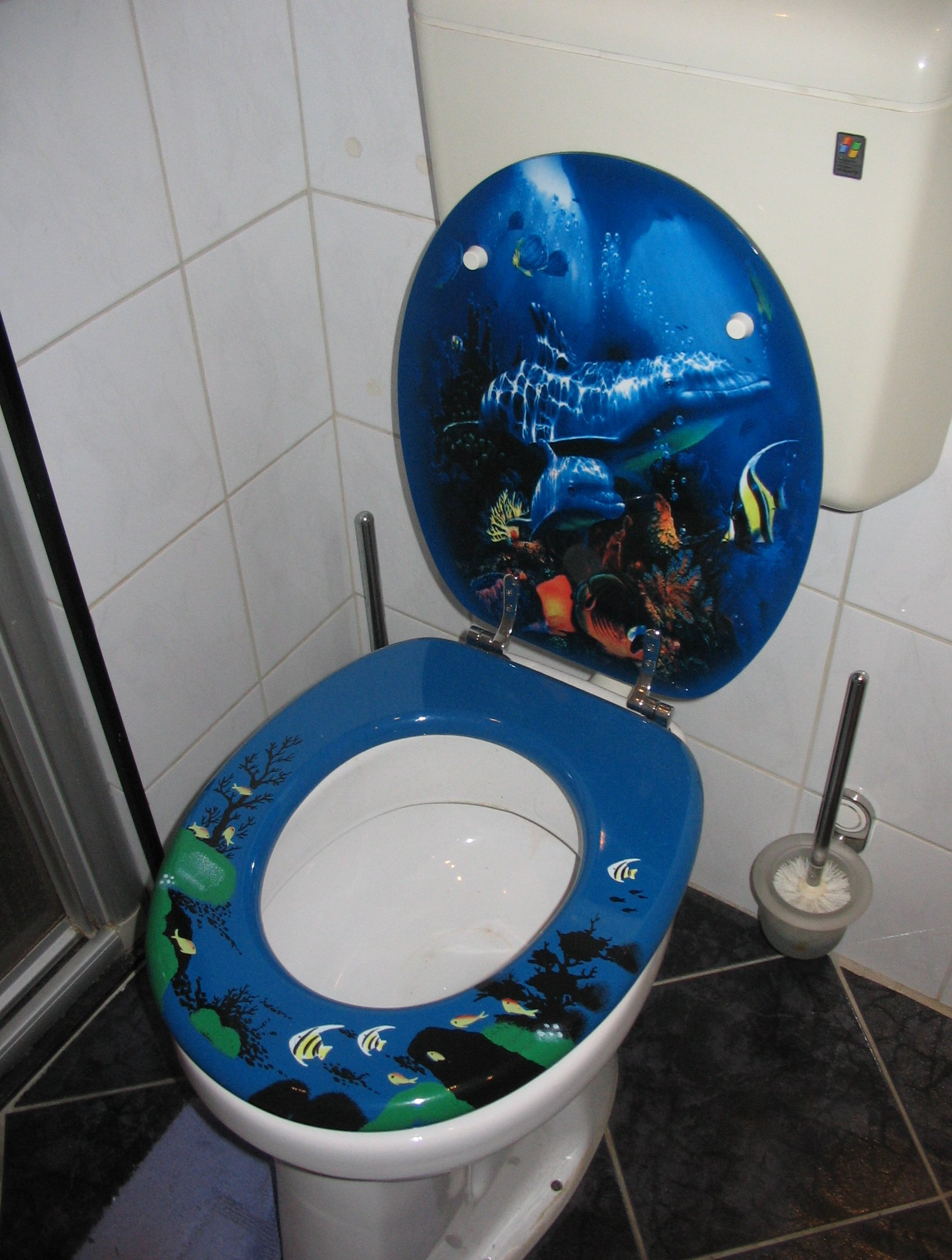
Moderne toiletbril met kleurrijk motief

Een wc-bril,  closetbril, toiletbril of kortweg bril is een ovale plaat met een gat erin boven een toiletpot, waar men op zit tijdens het gebruikmaken van het toilet. De wc-bril is scharnierend bevestigd aan de toiletpot. Het gat in de bril kan in sommige uitvoeringen afgesloten worden met een deksel.
Het doel van de toiletbril is het verhogen van het zitcomfort. Doordat de bril een lagere warmtegeleiding heeft dan het porselein van de toiletpot, voelt deze (na enige tijd zitten) warmer aan. Wc-brillen zijn soms verwarmd. Ook heeft hij een groter oppervlak dan de porseleinen rand van het toilet, waardoor de zitdruk verlaagd wordt.

## Geschiedenis
In feite bestond de toiletbril al lang voor het toilet en de wc hun intrede deden. De eerste toiletten waren namelijk niets anders dan een plaat van hout of klei met een gat erin. Daaronder werd een emmer geplaatst of er stroomde een open riool of gracht onderdoor.
In de middeleeuwen ontstonden de zogenaamde poepdozen, een soort kist met een gat bovenin waarin een emmer stond, die af en toe geleegd moest worden. Zeer welgestelden hadden poepdozen waarvan de bovenkant opgevuld was met kussens, met fluweel eromheen.

## Materiaal
Een wc-bril wordt meestal gemaakt van gelakt hout of kunststof, zoals composieten (bijvoorbeeld duroplast). De keuze van het materiaal wordt mede bepaald door de eis dat schoonmaakmiddelen er op gebruikt moeten kunnen worden. In openbare gelegenheden, zoals stations, hebben toiletten soms een zelfreinigend programma, zodat na elk toiletbezoek automatisch schoongemaakt wordt. Hier moet het materiaal tegen bestand zijn.

## Hygiëne
Een probleem dat bij aanwezigheid van een bril optreedt is dat als een man staat te plassen, er druppels urine op de toiletbril kunnen vallen. Omdat dit onhygiënisch is, zijn de meeste brillen klapbaar uitgevoerd. Een bekend gezegde is: Heren doe de bril omhoog, dames zitten ook graag droog. Om dit probleem te ondervangen zijn in openbare gebouwen soms toiletbrillen te zien waarin het voorste stuk ontbreekt. Dit komt er deels aan tegemoet dat eventuele druppels niet op de bril vallen. Uit het oogpunt van hygiëne is het echter beter dat mannen een toilet zittend gebruiken. Voor vrouwen is deze opening handig opdat zij gemakkelijker post-urinale schoonmaak kunnen uitvoeren.
Wat betreft de bewering dat wc-brillen een broeinest van bacteriën zijn: in de praktijk blijkt dat kraanknoppen en deurklinken veel "viezer" zijn, omdat mensen met hun "vieze" handen deze onderdelen aanraken. De wc-bril komt meestal enkel in contact met de relatief schone billen.

## Deksel
Veel wc-brillen zijn uitgerust met een deksel, een tweede plaat boven op de wc-bril, zonder gat erin. Deze dient om de toiletpot af te schermen. Het doel hiervan is vooral dat het als vies ervaren gat in de wc-pot niet zichtbaar is, en soms om te voorkomen dat een huisdier uit de pot drinkt. Een ander doel is het omvormen van het toilet tot een zitplaats, wat vooral in kleine badkamers tot ruimtebesparing leidt.
Een deksel zou mogelijk de verspreiding van uitgescheiden bacteriën in de nevel kunnen voorkomen die door de "stort" van het water in de toiletpot is veroorzaakt. Door het deksel te sluiten voor het doorspoelen, wordt deze verneveling tegengehouden.
Ook het deksel bestaat er in veel verschillende uitvoeringen. Er zijn bijvoorbeeld langzaam sluitende deksels maar ook deksels die het gat verkleinen, zodat ook kinderen makkelijk van het toilet gebruik kunnen maken.